# エクスカリバーII 伝説の聖杯
『エクスカリバーII 伝説の聖杯』（エクスカリバーツー でんせつのせいはい、英題：Merlin's Apprentice）は、2006年4月14日よりアメリカ合衆国で公開されたファンタジーホラー・ミニシリーズ。RHIエンタテインメントの代表作『エクスカリバー 聖剣伝説』の続編である。
監督はデヴィッド・ウーが担当、主演はサム・ニールが担当。日本では2007年6月8日に日活からDVDが発売された。

## キャスト
| 役名                     | 俳優                       | 日本語吹替                 |
| ------------------------ | -------------------------- | -------------------------- |
| ジャック                 | ジョン・リードン           | 三木眞一郎                 |
| ブリアンナ（ブライアン） | ミーガン・オリー           | 寺田はるひ                 |
| マーリン                 | サム・ニール               | 江原正士                   |
| 湖の女王                 | ミランダ・リチャードソン   | 勝生真沙子                 |
| イヴォンヌ               | ティーガン・モス           | 恒松あゆみ                 |
| グレアム                 | クリストファー・ジャコー   | 土田大                     |
| ウェストン               | ガーウィン・サンフォード   | 安井邦彦                   |
| トマス卿                 | ダンカン・フレイザー       | 仲木隆司                   |
| デボラ夫人               | ジェニファー・カルヴァート | 根本圭子                   |
| バートン                 | アンドリュー・ジャクソン   | 河本邦弘                   |
| ラスコー                 | アレクサンダー・カルーギン | 酒井敬幸                   |
| 隣国の使者               |                            | 羽多野渉                   |
| チェスター               | ダレン・シャラーヴィ       | 相馬幸人                   |
| 騎士                     | クリント・カールトン       | 宮島史年                   |
| 少女時代のイヴォンヌ     | ジェシカ・キング           | 植竹香菜                   |
| 少女時代のブリアンナ     | ブレンダン・オブライエン   | 中塚玲                     |
| 日本語版制作スタッフ     |                            |                            |
| 演出                     | 演出                       | 麦島哲也                   |
| 翻訳                     | 翻訳                       | 大森久美子                 |
| 録音・調整               | 録音・調整                 | 手塚孝太郎                 |
| 録音スタジオ             | 録音スタジオ               | HALF H・P STUDIO BOF幡ヶ谷 |
| 制作担当                 | 制作担当                   | 中島努 塩谷悦子            |
| 日本語版制作             | 日本語版制作               | HALF H・P STUDIO           |

## スタッフ
- 監督：デヴィッド・ウー
- 脚本：クリスチャン・フォード、ロジャー・ソファー
- プロデューサー：ロバート・ハルミ・ジュニア、ロバート・ハルミ・Sr、マシュー・オコナー
- 撮影監督：ジョン・スプーナー
- 編集：デヴィッド・ウー
- 音楽：ローレンス・シュレイジ